# Piper fenianum
Piper fenianum är en pepparväxtart som beskrevs av William Trelease. Piper fenianum ingår i släktet Piper och familjen pepparväxter. Inga underarter finns listade i Catalogue of Life.